# Taksonyi József
Győri Taksonyi József (Szabadszállás, 1867. május 26. – Budapest, Józsefváros, 1907. augusztus 28.) polgári iskolai tanár, költő.

## Élete
Taksonyi József és Dobrády Rozália fiaként született, 1867. május 28-án keresztelték. A fővárost húsz évig szolgálta, eleinte mint tanító, utóbb, a képesítés megszerzése után, mint polgári iskolai tanár. Az századforduló politikai mozgalmaiban élénk részt vett mint lelkes függetlenségi; a Lipótvárosban az ő buzgólkodása teremtette meg a függetlenségi pártot. A Kis Kunsági Hiradó munkatársa volt. Költeményeket írt az Ország-Világba és más fővárosi lapokba. Elhunyt 40 éves korában, 1907. augusztus 28-án éjjel 11 órakor a Rókus-kórházban, örök nyugalomra helyezték 1907. augusztus 30-án délután a református egyház szertartása szerint. Neje Hadrik Anna Rozina volt.

## Munkái
- Ifjuságom virágai. Költemények. Kun-Szent-Miklós, 1894.
- A szabadságharcz versben. Deák Geyza rajzaival. Bpest, 1897.
- Borongás. Költemények. Uo. 1898.
- A szerelem. Költemények. Uo. 1901.
- Haza és szerelem. Költemények. Uo. 1905. (Ism. Uj Idők, Vasárnapi Ujság 1906. 13. sz.).

Irodalmi hagyatékának rendezésével barátait, Zempléni Árpádot és Farkas Bélát bízta meg.